# Kollektt8
Kollektt8 je hudební album kapely DVA obsahující kompilaci jejich soundtracků k němým filmům, divadlům a dalším projektům; celkem obsahuje 25 písní. Vyšlo 8. června 2009 u Labelu HomeTable, kde už v předešlých letech vyšly soundtracky Lappop a Méliès, které Kollektt8 obsahuje. Album bylo nabídnuto volně ke stažení (zde), do konce roku 2009 si jej stáhlo přes 1500 lidí. Pracovní název alba byl Imažky kolbažky.

## Seznam projektů
Album obsahuje písně z těchto projektů, na kterých se DVA hudebně podíleli:
- Divadlo DNO – divadelní představení Ledové techno, tedy lapohádky (Lappop), 2006
- Jakub Růžička a Anna Krtičková – počítačová hra NaDraka, 2008
- Teater Vissuel (Trondheim, Norsko) – performance Luft, 2009
- Magdaléna Bartáková – animovaný film Zahrada uzavřená, 2008
- Divadlo Husa na provázku – divadelní představení Návštěvníci, 2008
- Dejvické divadlo – divadelní představení Dračí doupě, 2008
- Georges Méliès – soundtrack k jeho němým filmům, 2008

## Seznam písní
1. Lappop (Lappop) – 3:03
2. Drommer (Luft) – 2:52
3. Numie – 3:19
4. Sija harvoajen (Lappop) – 2:04
5. Luft (Luft) – 3:28
6. Muva – 2:54
7. Smutna – 1:34
8. Voyage a l'impossible (Méliès) – 2:49
9. Navicomp (Návštěvníci) – 2:06
10. Kosmohop – 1:09
11. Kosmonautem – 1:50
12. Kosmopako – 0:39
13. Space cam – 1:36
14. Kauris (NaDraka) – 2:17
15. Moped – 2:07
16. Vodník – 2:03
17. Pingutancók – 2:45
18. Mon fatale – 3:06
19. Blbost – 2:42
20. Hublibublibaba – 1:04
21. Megaufonik – 1:20
22. Hiphopták (Dračí doupě) – 2:44
23. Zahrada 1 (Zahrada uzavřená) – 3:21
24. Zahrada 2 – 2:40
25. Zahrada 3 – 3:13